# مجتبی راعی
مجتبی راعی دهقی (زادهٔ ۱۳ اسفند ۱۳۳۶ در دهق، اصفهان) فیلم‌نامه‌نویس و کارگردان ایرانی است.
وی در سال‌های ۱۳۷۹، ۱۳۸۲ و ۱۳۹۲و ۱۳۹۴ عضو هیئت داوران جشنواره فیلم فجر در بخش مسابقه سینمای ایران بوده‌است.

## زندگی و تحصیل
مجتبی راعی در سال ۱۳۳۶ در شهر اصفهان به دنیا آمد و تحصیلات مقدماتی را آن‌جا گذراند. او سپس وارد دانشکده سینما تئاتر دانشگاه هنر شد و در رشته کارگردانی سینما فارغ‌التحصیل شد.
او هم‌اکنون ساکن تهران است و به فیلمنامه‌نویسی، کارگردانی و تدریس سینما مشغول است.

## فیلم‌شناسی
کارگردان
- آتش و باد (۱۴۰۱)
- ترنج (۱۳۹۱)
- عصر روز دهم (۱۳۸۷)
- سفر به هیدالو (۱۳۸۴)
- صنوبر (۱۳۸۰)
- جنگجوی پیروز (۱۳۷۷)
- تولد یک پروانه (۱۳۷۶)
- غزال (۱۳۷۴)
- جای امن (۱۳۷۲)
- تونل (۱۳۷۱)
- تابستان ۵۸ (۱۳۶۸)
- انسان و اسلحه (۱۳۶۷)